# Zamostea
Zamostea es una comuna ubicada en el distrito de Suceava, Rumania.

## Superficie
Posee una superficie de 46,89 kilómetros cuadrados.

## Demografía
Hasta 2021 la población era de 2659 habitantes, con una densidad de población de 56,71 habitantes por kilómetro cuadrado.